# Рене Н'Джея
Рене Н'Джея (фр. René N'Djeya, нар. 9 жовтня 1953, Дуала) — камерунський футболіст, що грав на позиції захисника.

## Кар'єра
Виступав за команду «Юніон Дуала», у складі якої виграв чемпіонат і кубок Камеруну, а також два престижні континентальні трофеї — африканський Кубок чемпіонів та Кубок володарів кубків КАФ.
У складі національної збірної Камеруну був учасником чемпіонату світу 1982 року в Іспанії, де зіграв у всіх трьох матчах, але команда не вийшла з групи. Також брав участь зі збірною у двох поспіль Кубках африканських націй — 1982 і 1984, і на другому з них, у Кот-д'Івуарі, здобув титул континентального чемпіона, забивши один з голів у фіналі.

## Досягнення
- Чемпіон Камеруну: 1978
- Володар Кубка Камеруну: 1980
- Володар африканського Кубка чемпіонів: 1979
- Володар Кубка володарів кубків КАФ: 1981.
- Володар Кубка африканських націй: 1984